# Mateusz Kowalski
Mateusz Kowalski (Tczew, 2005. július 21. –) lengyel korosztályos válogatott labdarúgó, a Jagiellonia Białystok csatár.

## Pályafutása

### Klubcsapatokban
Kowalski a lengyelországi Tczew városában született. Az ifjúsági pályafutását a Jagiellonia Białystok akadémiájánál kezdte.
2022-ben mutatkozott be a Jagiellonia Białystok első osztályban szereplő felnőtt keretében. Először 2022. július 16-án, a Piast Gliwice ellen hazai pályán 2–0-ra megnyert bajnoki 92. percében, Jesús Imaz cseréjeként lépett pályára, majd két perc múlva meg is szerezte első gólját a klub színeiben.

### A válogatottban
Kowalski tagja a lengyel U18-as válogatottnak.

## Statisztikák
2022. október 29. szerint
| Klub                  | Szezon   | Osztály     | Bajnokság | Bajnokság | Kupa és Ligakupa | Kupa és Ligakupa | Nemzetközi | Nemzetközi | Összesen | Összesen |
| Klub                  | Szezon   | Osztály     | Meccs     | Gól       | Meccs            | Gól              | Meccs      | Gól        | Meccs    | Gól      |
| --------------------- | -------- | ----------- | --------- | --------- | ---------------- | ---------------- | ---------- | ---------- | -------- | -------- |
| Jagiellonia Białystok | 2022–23  | Ekstraklasa | 10        | 2         | 1                | 0                | —          | —          | 11       | 2        |
| Összesen              | Összesen | Összesen    | 10        | 2         | 1                | 0                | 0          | 0          | 11       | 2        |